# Anemone seravschanica
Anemone seravschanica är en ranunkelväxtart som beskrevs av Vladimir Leontjevitj Komarov. Anemone seravschanica ingår i släktet sippor, och familjen ranunkelväxter. Inga underarter finns listade i Catalogue of Life.